# Oswald Teichmüller
Paul Julius Oswald Teichmüller (Nordhausen im Harz, Németország, 1913. június 18. – Dnyeper régió, Szovjetunió, 1943. szeptember 11.) német matematikus.

## Életpályája
Göttingenben tanult Helmut Hassenál, később Berlinben Ludwig Bieberbachnál dolgozott. A náci párt aktív tagja volt, 1931-ben a Sturmabteilungba is belépett. Kutatási eredményeit a Deutsche Mathematik folyóiratban jelentette meg, amely ezek mellett rendszeresen jelentetett meg rasszista propagandacikkeket is. 1933-ban bojkottot szervezett zsidó származású kollégája, Edmund Landau ellen. 1939-ben belépett a Wehrmachtba. Kezdetben Norvégiában szolgált, majd a keleti frontra vezényelték. 1943. szeptember 11-én tűnt el a Dnyeper-mentén zajló harcokban.

## Kutatásai
Fő kutatási területe a geometriai függvények elmélete volt. 6 év alatt 31 cikket jelentetett meg, ebből 21-et a Bieberbach által alapított Deutsche Mathematik című folyóiratban. A komplex analízisben bevezette a differenciálgeometriai eljárások használatát.

## Emlékezete
Oswald Teichmüller nevét a Teichmüller–Tukey-lemma, illetve a Lars Ahlfors által kidolgozott Teichmüller tér neve őrzi. Kutatási eredményei általában ismeretlenek maradtak a nemzetközi matematikai társadalom számára, mert a Deutsche Mathematik-ot rasszista politikai beállítottsága miatt nem ismerték el, így az általa kidolgozott eredményeket később újra „felfedezték”.

## Külső hivatkozások
- MacTutor (angolul)